# Perryville (Missouri)
Perryville is een plaats (city) in de Amerikaanse staat Missouri, en valt bestuurlijk gezien onder Perry County.

## Demografie
Bij de volkstelling in 2000 werd het aantal inwoners vastgesteld op 7667.
In 2006 is het aantal inwoners door het United States Census Bureau geschat op 8034, een stijging van 367 (4,8%).

## Geografie
Volgens het United States Census Bureau beslaat de plaats een oppervlakte van
20,1 km², waarvan 19,7 km² land en 0,4 km² water. Perryville ligt op ongeveer 90 m boven zeeniveau.

## Plaatsen in de nabije omgeving
De onderstaande figuur toont nabijgelegen plaatsen in een straal van 20 km rond Perryville.